# محدوده آزادی بیان

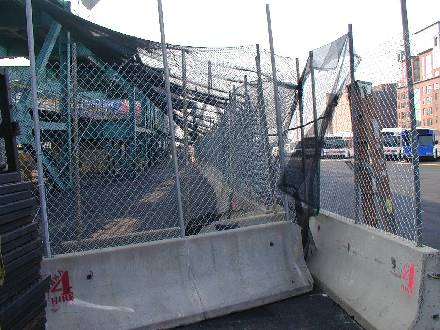
منطقه آزادی بیان که توسط دولت محلی در بوستون سازماندهی شده است. در طول کنوانسیون ملی دموکراتیک ۲۰۰۴ ،

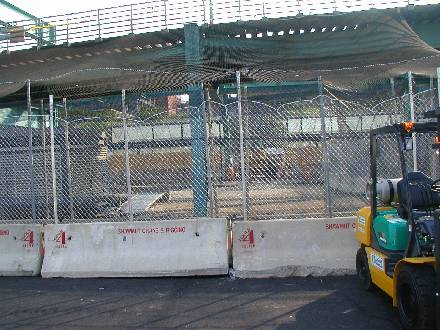
منطقه آزادی بیان ایجاد شده توسط دولت محلی در کنوانسیون ملی دموکراتیک ۲۰۰۴ (زاویه‌های مختلف)

مناطق آزادی بیان (همچنین به عنوان مناطق اصلاحیه نخستین، قفس‌های گفتاورد آزاد و محدوده اعتراضی شناخته می‌شوند) مناطقی هستند که به منظور اعتراض سیاسی در مکان‌های عمومی ایجاد شده‌اند. در اولین اصلاحیه قانون اساسی ایالات متحده آمده است که: «کنگره نبایست قانونی را … محدود کند … حق مردم برای اجتماع مسالمت‌آمیز و درخواست و شکایت از دولت برای جبران مافات.»
وجود مناطق آزادی بیان مبتنی بر تصمیمات دادگاه ایالات متحده است که تصریح می‌کند دولت ممکن است به‌طور منطقی زمان، مکان و شیوه - نه محتوای - بیان را تعیین کند.
مناطق آزاد بیان در انواع گردهمایی‌های سیاسی مورد استفاده قرار گرفته است. هدف اعلام شده از مناطق آزاد بیان، حفاظت از امنیت افرادی است که در تجمعات سیاسی شرکت می‌کنند، یا برای تأمین امنیت خود معترضان می‌باشد. با این حال، منتقدان معتقدند که چنین مناطقی «اورولی» هستند.

## تاریخچه
در طول کنوانسیون ملی دموکرات‌ها در سال ۱۹۸۸، شهر آتلانتا یک «منطقه اعتراضی مشخص شده» ایجاد کرد تا این کنوانسیون مختل نشود. یک تظاهرکننده مخالف گفت، اندرو یانگ، شهردار آتلانتا «ما را در قفس آزادی بیان قرار داده است.»